# 守山市立河西小学校
守山市立河西小学校（もりやましりつかわにししょうがっこう）は、滋賀県守山市にある公立小学校。

## 概要
1875年（明治8年）に同化学校の琢磨学校が創立・開校した後、1888年（明治21年）に尋常科小島小学校へ改称した。1947年（昭和22年）に河西小学校への再改称が行われたが、1957年（昭和32年）に行われた市町村合併（野洲郡中洲村の一部との編入合併）、1970年（昭和45年）に行われた市制施行により、自治体名の変更が発生している。

## 沿革
- 1875年（明治8年） - 本校の前身である同化学校、琢磨学校が創立・開校する。
- 1888年（明治21年） - 尋常科小島小学校として現校地に新築する。
- 1947年（昭和22年） - 河西村立河西小学校に改称する。
- 1957年（昭和32年） - 守山町立河西小学校に改称する。
- 1970年（昭和45年） - 守山市立河西小学校に改称する。

## 基礎データ

### 象徴
- 校歌 - 作詞：西村吉蔵、作曲：大西友之進

### スローガン
- 校訓 - 共学愛郷
- 教育目標 - 共に学び、郷土を愛する河西の子

## 通学区域
- 守山市
  - 小島町・播磨田町・今市町・荒見町・笠原町・中町・川田町の全域[1]

## 主な進学先
- 守山市立守山北中学校[1]

## 著名な卒業生
- くっきー! - お笑い芸人（野性爆弾）[2]
- ロッシー - お笑い芸人（野性爆弾）